# العسیلا
ال-عسیلاه یک منطقهٔ مسکونی در یمن است که در استان حضرموت واقع شده‌است.